# Arkadiusz Krzywodajć
Arkadiusz Krzywodajć (ur. 1969) – polski muzyk, publicysta i duchowny zielonoświątkowy, członek Prezydium Naczelnej Rady Kościoła Zielonoświątkowego w RP w kadencji 2016–2020.

## Życiorys
W latach 80. i na początku lat 90. XX wieku był wokalistą grupy rockowej Opozycja z którą nagrał album Krew Bohaterów (1991) i brał udział w pracach nad albumem XTC (1994), który ukazał się po jego odejściu z zespołu (z nowymi wokalami jego następcy). W 1993 r. odszedł z Opozycji, by potem mieć 3 letni epizod w zespole w latach 2014-2017 czego efektem jest singiel XXI / Wyspy Obiecane. Piosenka XXI doszła do pierwszej dziesiątki listy Turbo Top Antyradia. W 1993 roku nawrócił się na chrześcijaństwo i związał z Kościołem Zielonoświątkowym. Pełnił służbę lidera uwielbienia i starszego zboru w Jastrzębiu Zdroju, zaś od 2000 był  pastorem Zboru „Filadelfia” w Wodzisławiu Śląskim oraz producentem muzycznym zespołu o tej samej nazwie. W trakcie jego służby misyjnej wraz z zespołem założył nowe wspólnoty w Poznaniu, Katowicach, Rybniku. w styczniu 2025 pod presją władz kościelnych zrezygnował  z funkcji pastora kościoła Filadelfię , a w maju opuścił grono duchownych Kościoła Zielonoświątkowego w RP wyrażając w ten sposób protest wobec polityki kościelnej. Obecnie związany jest zaangażowany w prowadzenie chrześcijańskiej wspólnoty ŚwiatłoSfera.  
Jest absolwentem studiów na kierunku politologia na Wydziale Nauk Społecznych Uniwersytetu Śląskiego w Katowicach, podyplomowych studiów managerskich MBA w Szkole Głównej Handlowej w Warszawie oraz absolwentem Seminarium Teologicznego Kościoła Zielonoświątkowego w Ustroniu. Wykładał w Wyższej Szkoły Teologiczno-Społecznej (WSTS) w Warszawie. We wrześniu 2016 został wybrany w skład Prezydium Naczelnej Rady Kościoła w kadencji 2016–2020. Jest także producentem muzycznym, autorem tekstów oraz muzyki uwielbienia zespołu Filadelfia. Arkadiusz Krzywodajć jest uznanym mówcą konferencyjnym na chrześcijańskich konferencjach w Polsce.

## Publikacje
- Polska – Twoja ziemia obiecana (Filadelfia, ISBN 978-83-931595-0-5)
- Sztormy i burze (W Wyłomie, Gorzów Wielkopolski, 2008; ISBN 978-83-89634-61-0)
- Poszukiwacz Skarbów (Fundacja Podaj Dalej, Wodzisław Śląski, 2018)
- Filadelfia Będę żyć by kochać
- Filadelfia CD Potęga miłości
- Filadelfia CD/ DVD Niezgłębiony
- Filadelfia CD Święty
- Filadelfia CD Bliżej
- Opozycja CD Krew bohaterów
- Opozycja CD XTC (w wersji oryginalnej nigdy się nie ukazała)
- Opozycja CD XXI - singiel